# Giacinto (mitologia)
Giacinto (in greco antico: Ὑάκινθος?, Hyákinthos) è un personaggio della mitologia greca. Fu un principe di Sparta e amante del Dio Apollo.
Nel mito rappresenta un giovane di eccezionale bellezza amato dal dio Apollo, ammirato e desiderato anche da Zefiro, Borea e Tamiri.

## Genealogia
Figlio di Amicla e di Diomeda o di Piero (Πίερος, figlio di Magnete) e di Clio o di Ebalo.

## Mitologia

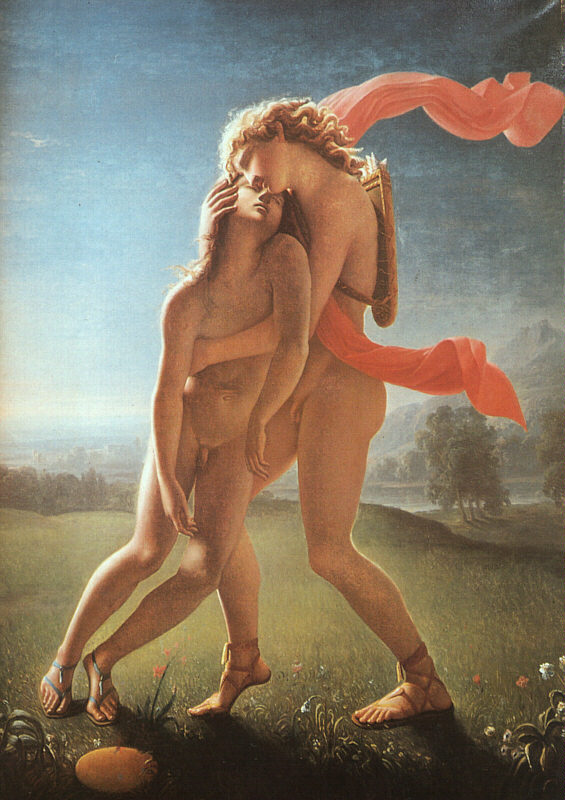
La morte di Giacinto, dipinto di Jean Broc

L'amore di Apollo nei suoi confronti era tanto grande che, pur di stare costantemente vicino al ragazzo, tralasciava tutte le sue principali attività e accompagnava l'inseparabile amante ovunque egli si recasse; secondo alcuni miti, Apollo accettò di diventare servo di Giacinto pur di stargli accanto.
Apollo dovette respingere i numerosi amanti di Giacinto, fra cui Zefiro, dio del vento dell'ovest, che lo sfidò due volte per la mano di Giacinto. Apollo vinse entrambe le volte.
Un giorno, Apollo e Giacinto incominciarono una gara di lancio del disco, in preparazione alle Olimpiadi a cui il principe doveva partecipare; Apollo lanciò per primo ma il disco, deviato nella sua traiettoria da un colpo di vento alzato dal geloso Zefiro, finì col colpire alla tempia Giacinto, ferendolo così a morte. Apollo cercò di salvare l'adolescente tanto amato, adoperando ogni arte medica a sua conoscenza, ma non poté nulla contro il destino. Decise, a quel punto, di trasformare il bel ragazzo in un fiore dall'intenso colore, quello stesso del sangue che Giacinto aveva versato dalla ferita.
Il dio, prima di tornarsene in cielo, chinato sul fiore appena creato, scrisse di proprio pugno sui petali le sillabe "ai", "ai", come imperituro monumento del cordoglio provato per tanta sventura, che lo aveva privato dell'amore e dell'amicizia del giovane. Tale espressione di dolore, tuttora, si vuol ravvisare nei segni che sembrano incisi sulle foglie del giacinto e che sono simili alle lettere A e I (segno dei lamenti divini per la perdita subita).

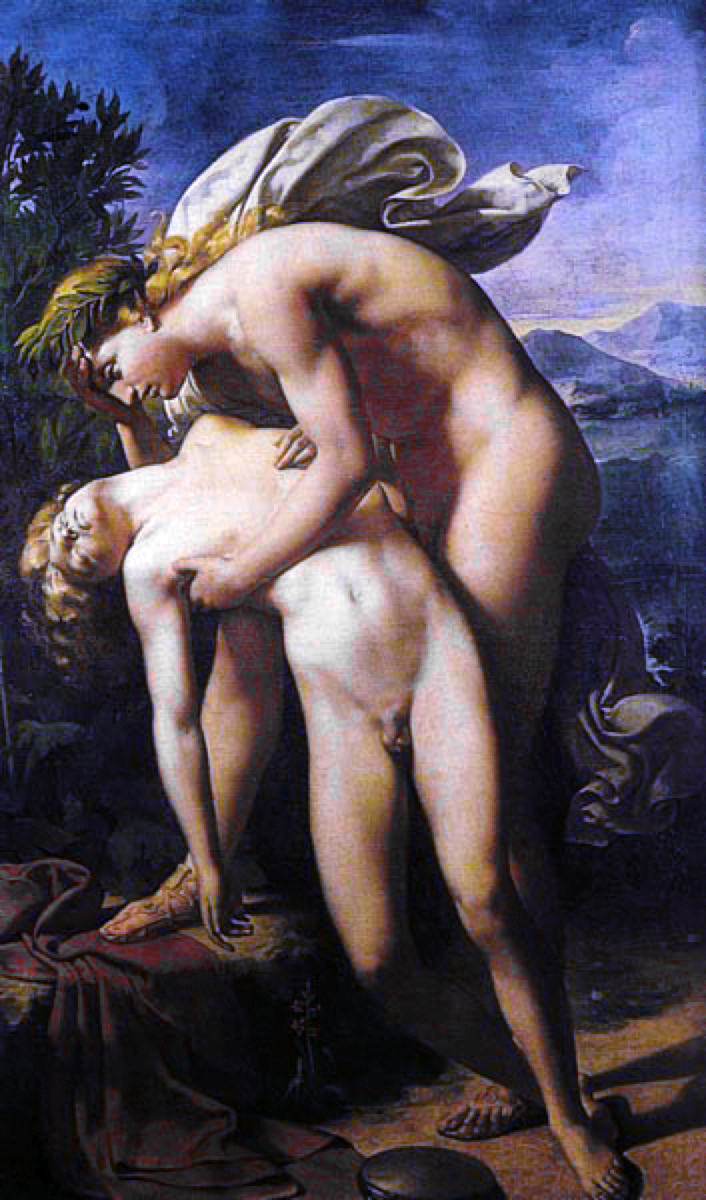
Apollo e Giacinto, dipinto a olio di Méry-Joseph Blondel

L'episodio è narrato nel X libro delle Metamorfosi di Ovidio. Secondo il poeta latino furono invece le lacrime divine a colorare i petali del fiore appena creato, imprimendogli così il segno imperituro del dolore provato; tale fiore mitologico è stato identificato nel tempo con varie piante differenti, tra cui l'iride, il Delphinium e la viola del pensiero: anche altre figure semidivine morte nel fiore della loro giovinezza sono state trasformate in "protettori della vita vegetativa", ad esempio Narciso, Ciparisso e lo stesso Adone.
Lo Pseudo Apollodoro dice che anche Tamiri fu conosciuto per esser stato uno dei precedenti amanti di Giacinto, pertanto anche il primo essere umano ad aver amato un altro maschio e dando in tal modo origine alla pederastia.

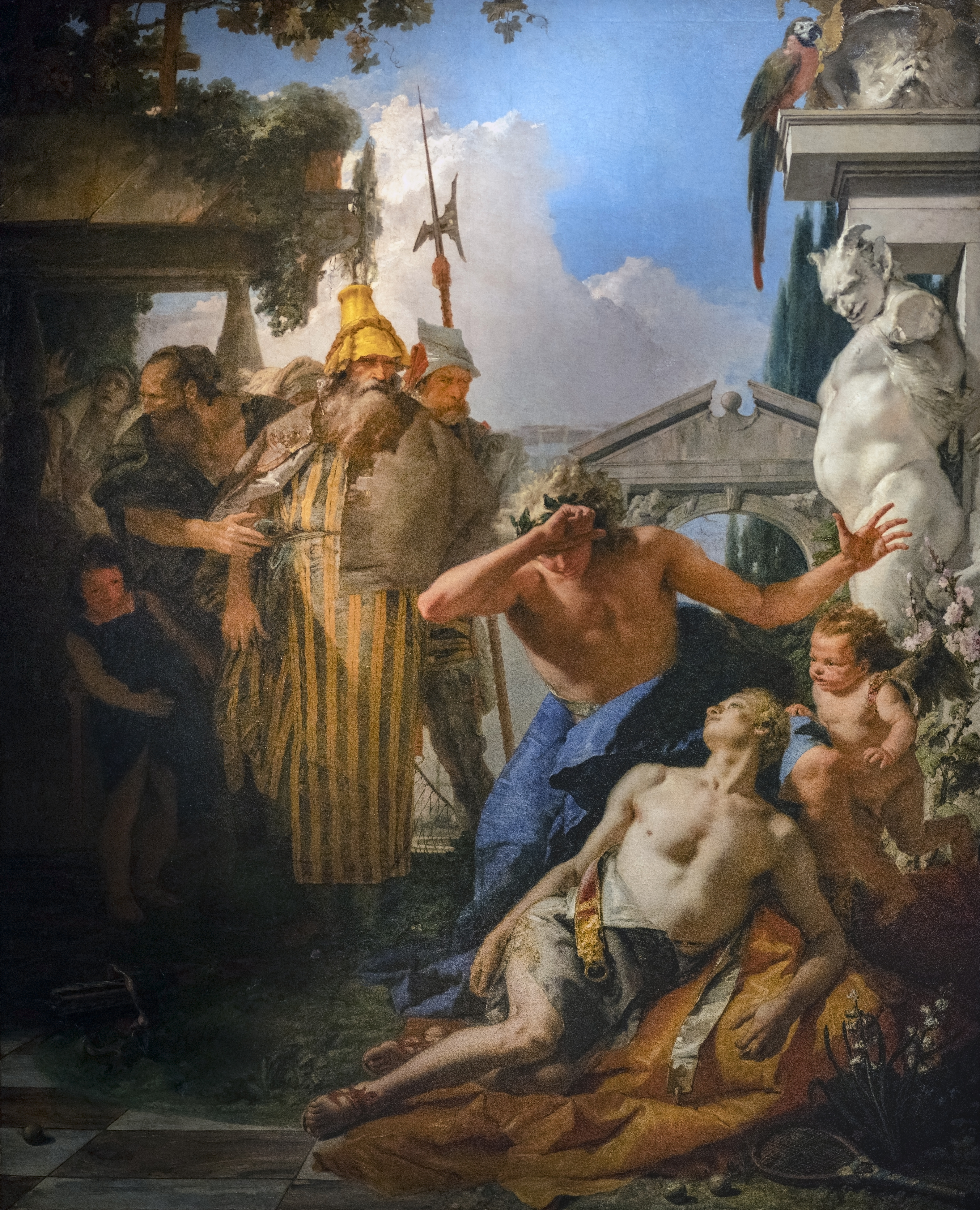
La morte di Giacinto (1752-1753) di Giovanni Battista Tiepolo

## Culto a Sparta
Secondo una versione spartana locale del mito, Giacinto e la sorella Polyboea sono stati assunti nell'alto dei Cieli fino a giungere ai Campi Elisi per opera delle tre dee Afrodite, Atena e Artemide.
Il suo culto in qualità di eroe greco si svolgeva ad Amicle, un villaggio della Laconia a sudovest di Sparta e risale all'età micenea. Il santuario (temenos) è cresciuto attorno al tumulo rappresentante la sua tomba e si trovava, durante l'epoca della Grecia classica, ai piedi della statua di Apollo. I miti letterari servono quindi a collegarlo con i culti locali e identificarlo col dio.
Giacinto era il nume tutelare di una delle principali feste spartane, le Giacinzie, che si tenevano annualmente ogni estate; la festa durava tre giorni, il primo dei quali era dedicato al lutto per la morte dell'eroe divinizzato, gli ultimi due invece celebravano la sua rinascita in qualità di "Apollo Hyakinthios". Le Giacinzie esistevano ancora ai tempi dell'impero romano.

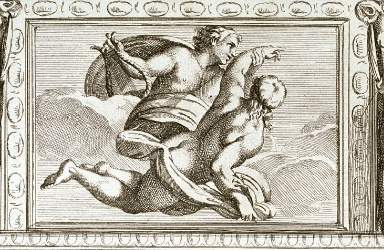
Apollo e Giacinto, di Annibale Carracci

Anche a Mileto si svolgevano feste in suo onore, le "Hyacinthotrophies"; uno dei mesi del calendario dorico prende il suo nome, "hyakinthios". La figura di Giacinto appare sulle prime monete di Taranto, città della Magna Grecia.

## Interpretazione

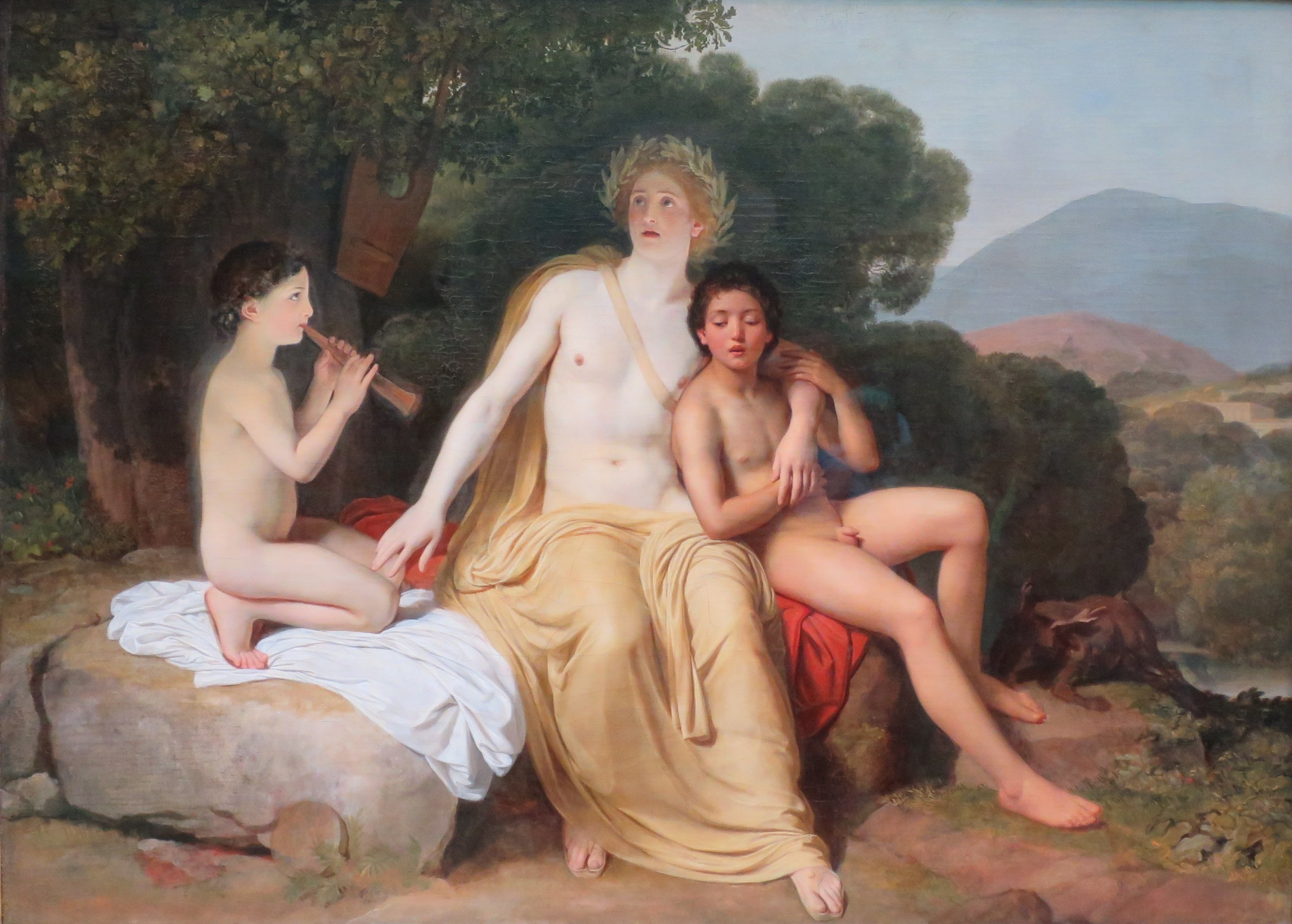
Apollo, tra Giacinto e Ciparisso (1834) di Aleksandr Andreevič Ivanov

Il nome Giacinto è di origine pre-ellenica, come indicato dal suffisso -nth. Secondo l'interpretazione del mito classico, la sua storia è una metafora della morte e rinascita della Natura, il tutto assistito dalla nuova divinità apollinea giunta assieme ai Dori ed è molto simile al mito riguardante Adone.
Parimenti è stato suggerito anche che Giacinto fosse una divinità pre-ellenica soppiantata da Apollo attraverso il "caso" della sua morte, al quale rimane associato nell'epiteto di "Apollon Hyakinthios".
Bernard Sergent, allievo di Georges Dumézil, crede che sia piuttosto una leggenda iniziatica, a fondazione della concezione sociale data dalla pederastia spartana. Apollo insegna come diventare un giovane uomo compiuto; infatti, secondo Filostrato, Giacinto apprende non solo il lancio del disco, ma anche tutti gli esercizi della Palestra (il Gymnasium), il tiro con l'arco, l'arte della musica, la divinazione e infine anche a suonare la cetra. Inoltre, Pausania riferisce che Giacinto, nella statuaria, è talvolta rappresentato con la barba, a volte senza barba; evoca anche la sua apoteosi, rappresentato sul piedistallo della statua rituale come giovane ad Amyclae, suo luogo di culto. Il poeta Nonno menziona la risurrezione del giovane da Apollo.
Per Sergent la morte e risurrezione, così come l'apoteosi, rappresentano il passaggio all'età adulta.

## Nell'arte

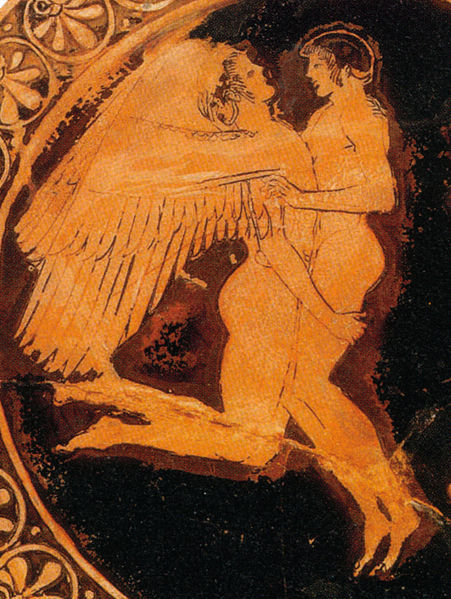
Zefiro e Giacinto mentre presumibilmente praticano il sesso intercrurale, piatto attico al Museum of Fine Arts di Boston
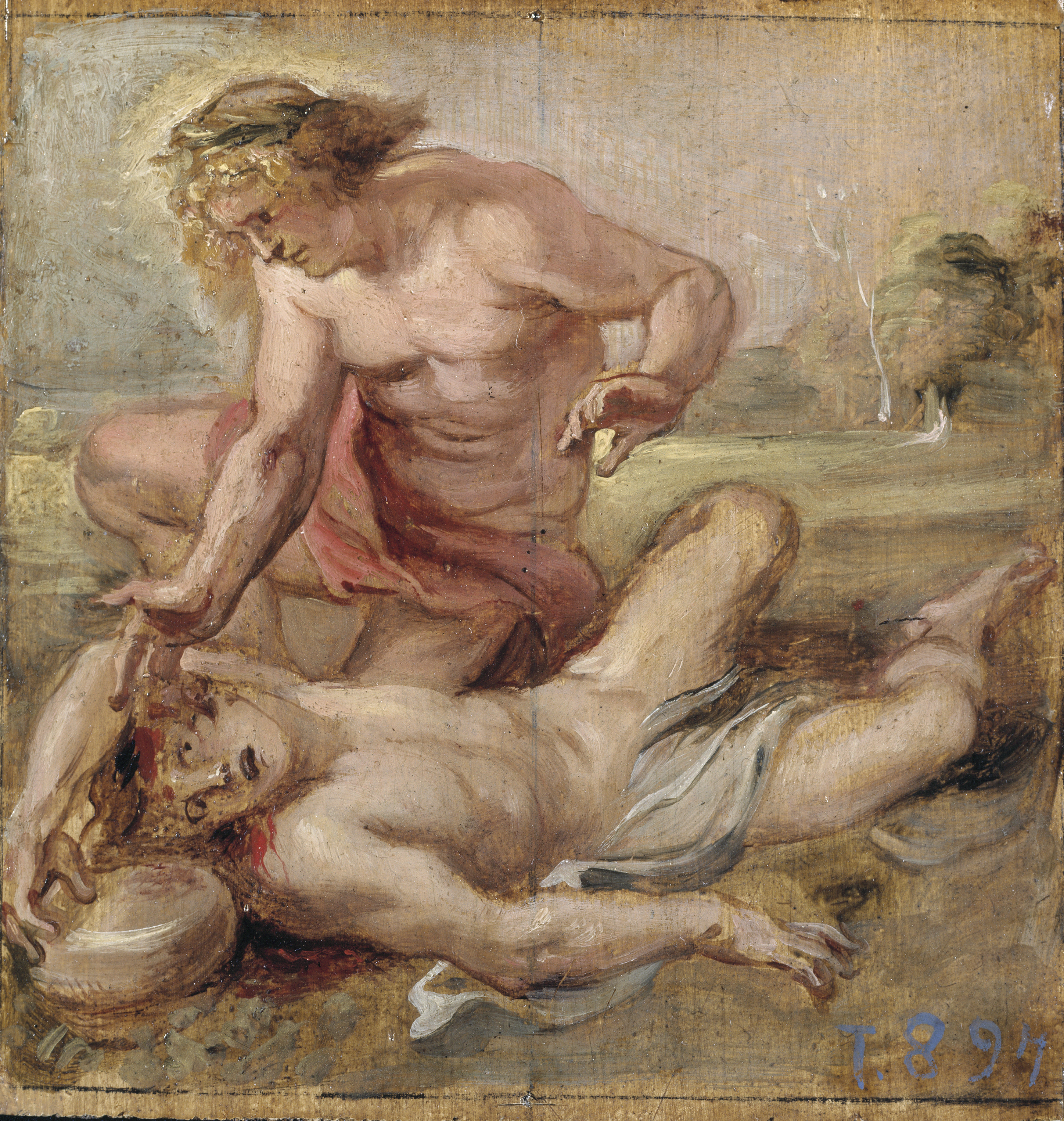
La morte di Giacinto (1636) di Peter Paul Rubens
La morte di Giacinto di Karel Philips Spierincks, collezione privata

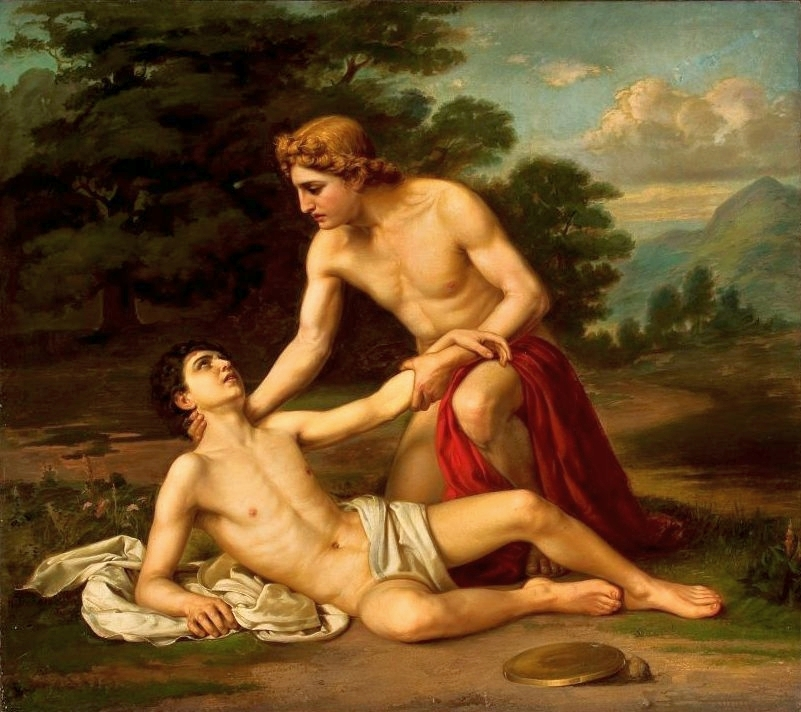
Morte di Giacinto di Aleksandr Aleksandrovič Kiselëv

## Citazioni letterarie
La figura mitologica di Giacinto viene citata da Thomas Mann nel suo romanzo di maggior successo La morte a Venezia, quando la bellezza del valoroso principe di Sparta viene accostata a quella di Tadzio, co-protagonista del racconto di Mann, osservato sulla spiaggia di Venezia in tutto il suo folgorante splendore: "Ed era Giacinto che credeva di vedere, Giacinto che deve morire, perché amato da due numi. Oh, sentiva l'invidia tormentosa di Zefiro per il rivale che dimentica l'oracolo (...); vedeva il disco guidato da una gelosia crudele colpire la testa leggiadra; accoglieva (...) il corpo reciso, e il fiore sbocciato dal dolce sangue recava la dedica del suo dolore eterno" (Milano, Biblioteca Universale Rizzoli, 1975, p.85).

## Note

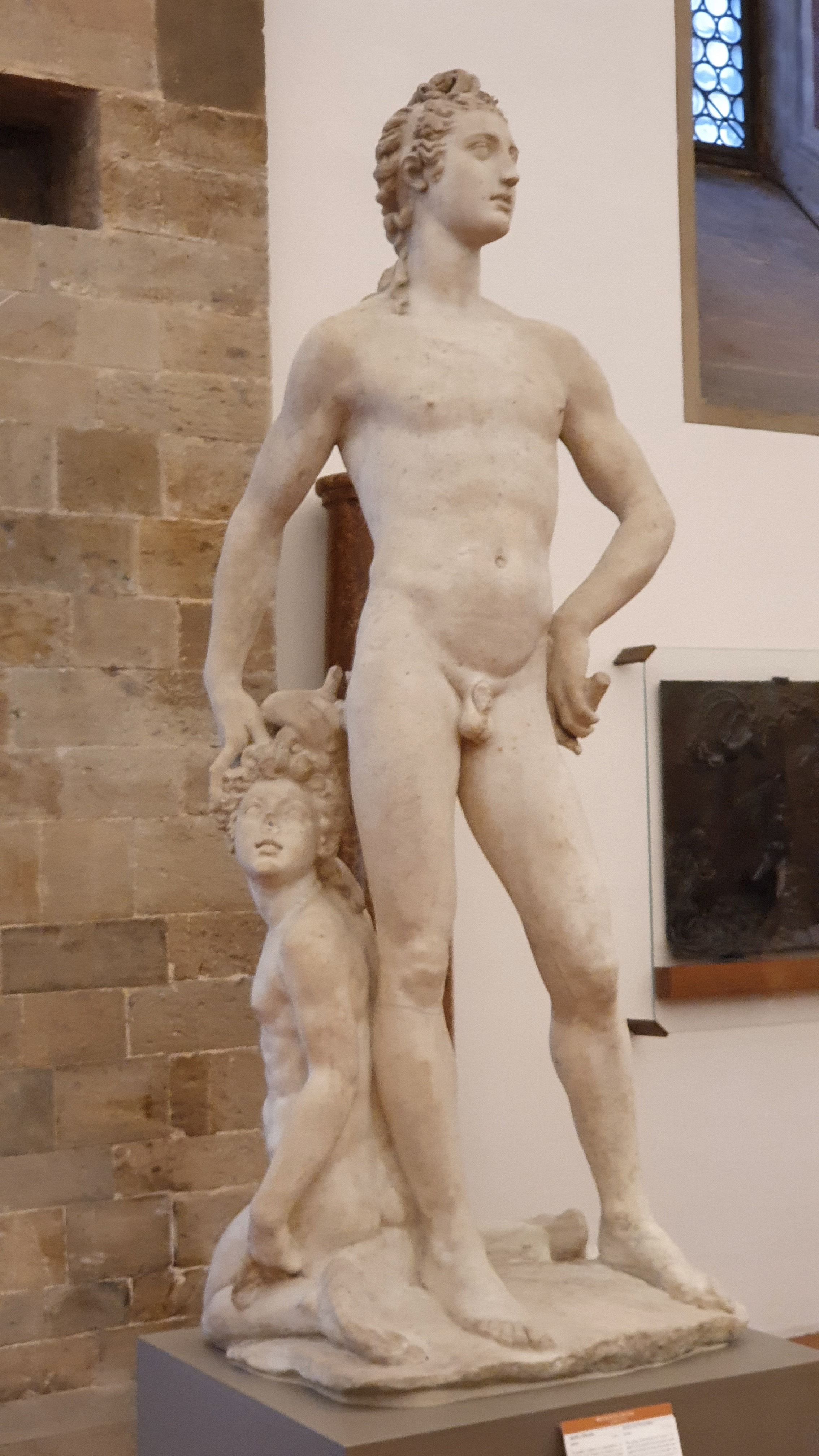
Apollo e Giacinto di Benvenuto Cellini, al museo nazionale del Bargello